# Heilig Hartbeeld (Steyl, Missiehuis St. Michaël, vijver)
Het Heilig Hartbeeld is een standbeeld in de kloostertuin van het Missiehuis St. Michaël in de Nederlandse plaats Steyl, in de provincie Limburg.

## Achtergrond
In 1875 werd het Missiehuis St. Michaël gesticht door de uit Duitsland afkomstige Arnold Janssen. Tegenover het missiehuis werden tussen 1890 en 1900 tuinen aangelegd met grotten en heiligenbeelden.
In het kloosterdorp Steyl is een aantal Heilig Hartbeelden te vinden: op de Heilig Hartheuvel en in de vijver van het Missiehuis, in de tuin van het Slotklooster en in de tuin en in de tuinmuur van het Heilig Hartklooster.

## Beschrijving
Het beeld toont een staande Christusfiguur als Goede Herder. Hij is gekleed in een lang, gedrapeerd gewaad en houdt in zijn rechterhand een staf. Met zijn linkerhand ondersteunt hij een lam op zijn schouder. Op zijn borst is het Heilig Hart zichtbaar. 
Het beeld is geplaatst op een sokkel in een ovale vijver in de zuidwesthoek van de kloostertuin. De vijver wordt geheel omgeven door een lage ligusterhaag, die de vorm heeft van een mandorla. Een hogere haag vormt de groene achtergrond voor het beeld. Het beeld is gericht naar het hoofdgebouw van het Missiehuis St. Michaël, maar wordt daarvan gescheiden door de openbare weg (Sint Michaëlstraat).

## Waardering
Het beeld werd in 2004 in het monumentenregister ingeschreven als rijksmonument. "Het beeld van Christus als Goede Herder op voetstuk, met buxushaag, coulisse, ovale vijver en ijzeren lantaarnpaal bezit algemeen belang wegens: de ouderdom; de gaafheid; de verbondenheid met de aard en aanleg van de kloostertuin; de symbolische en religieuze betekenis voor de missiewerkzaamheden."

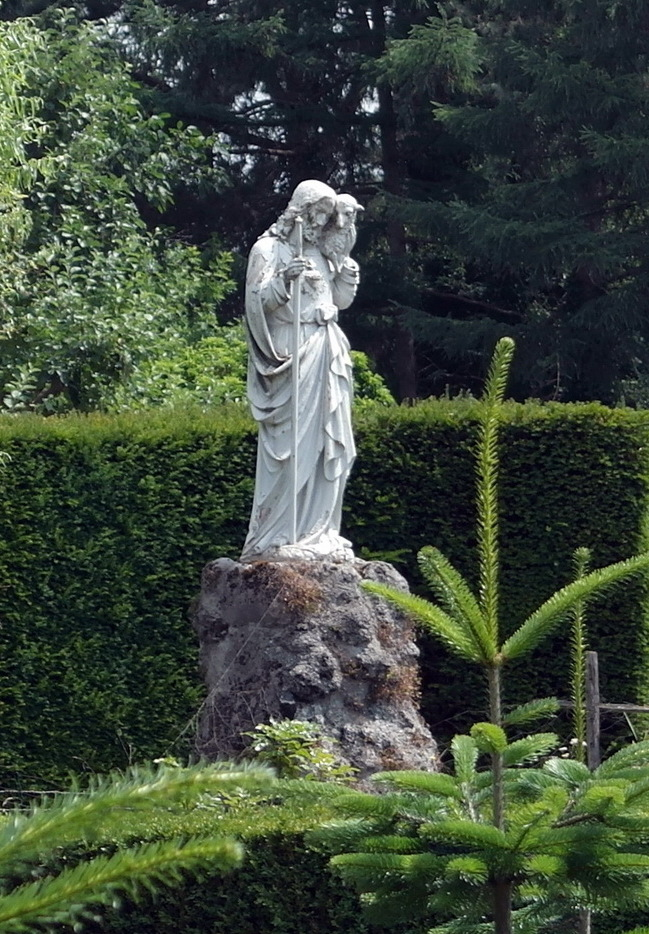
Het beeld in 2017
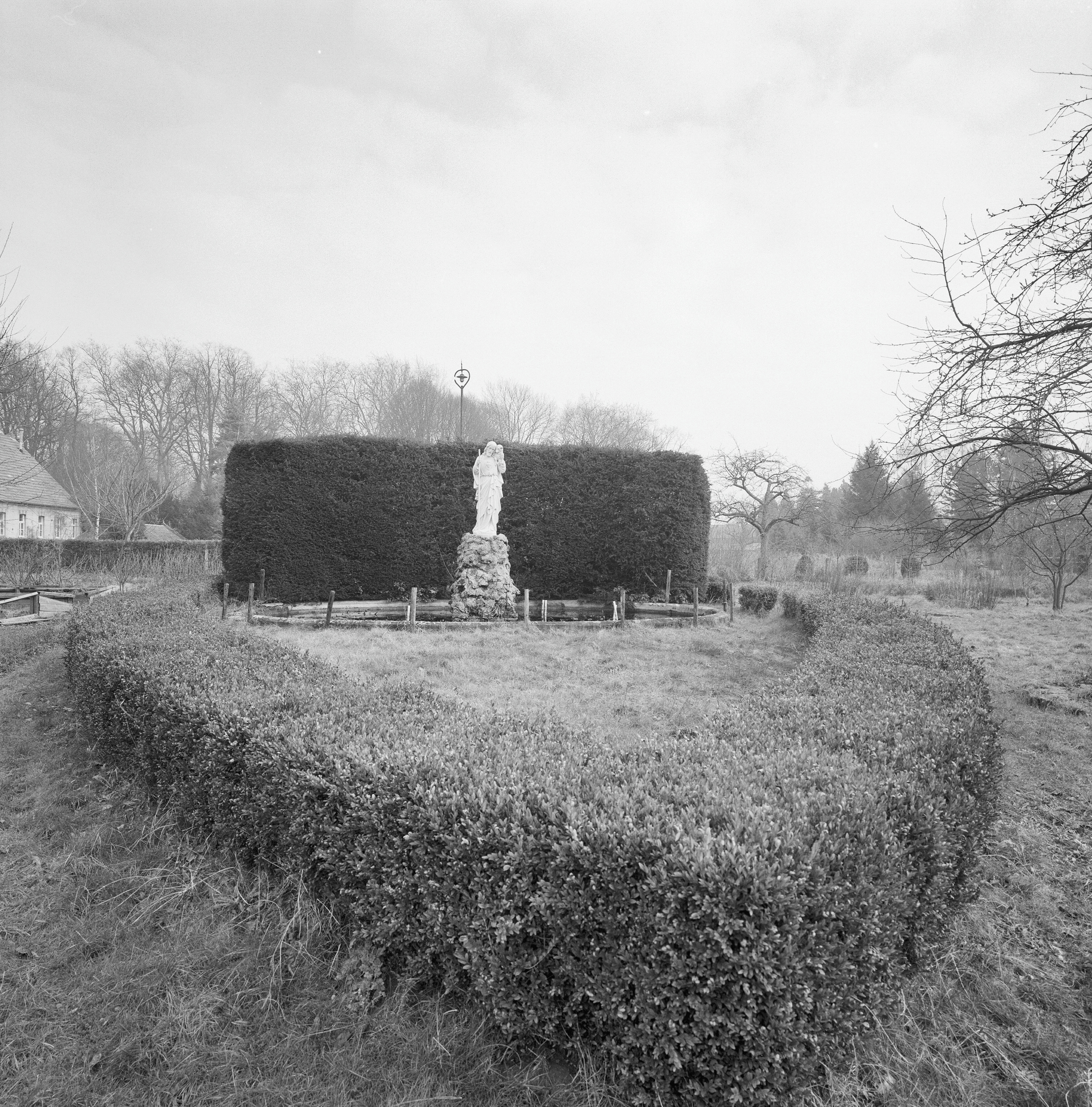
Vooraanzicht perk
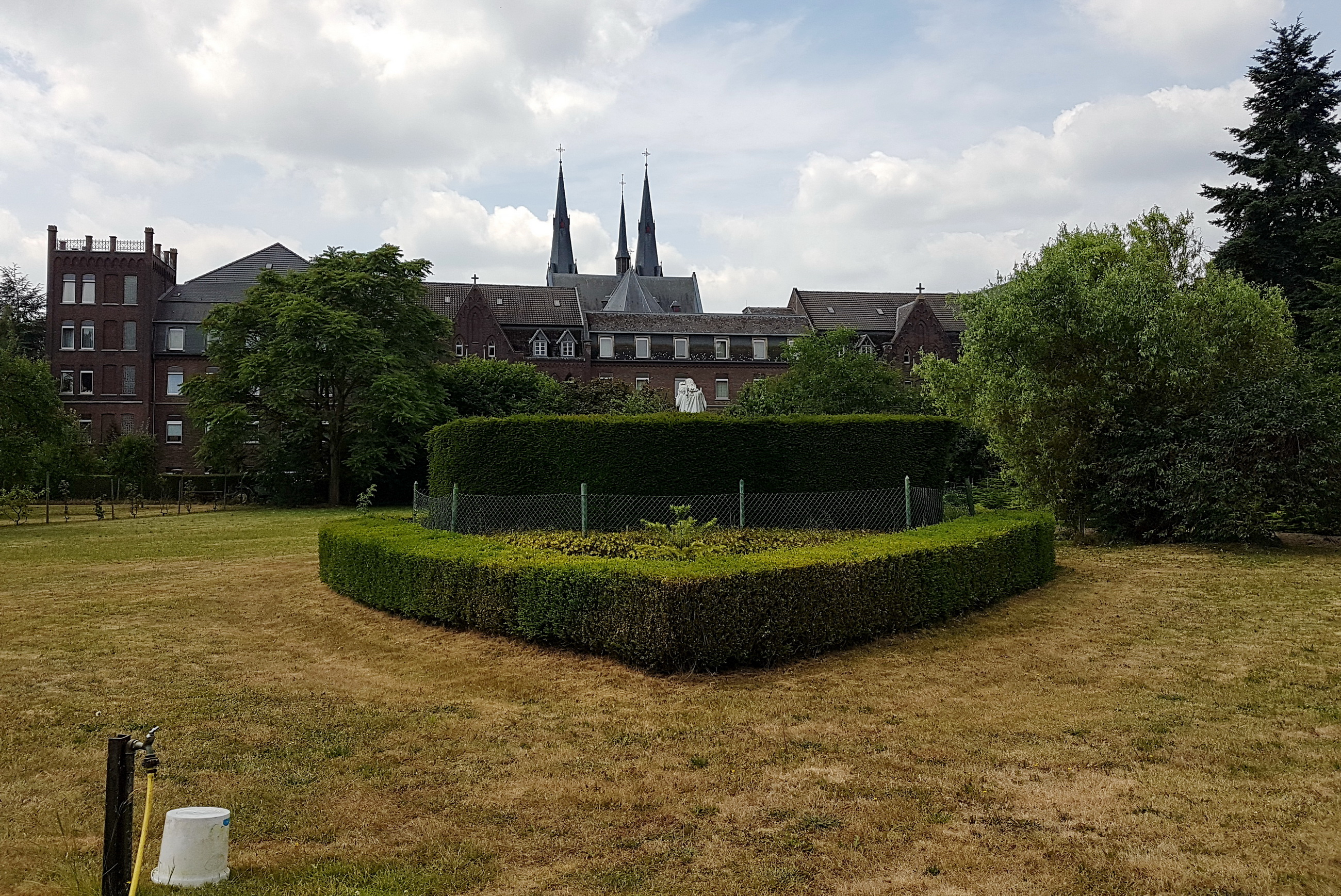
Achterkant perk en Missiehuis
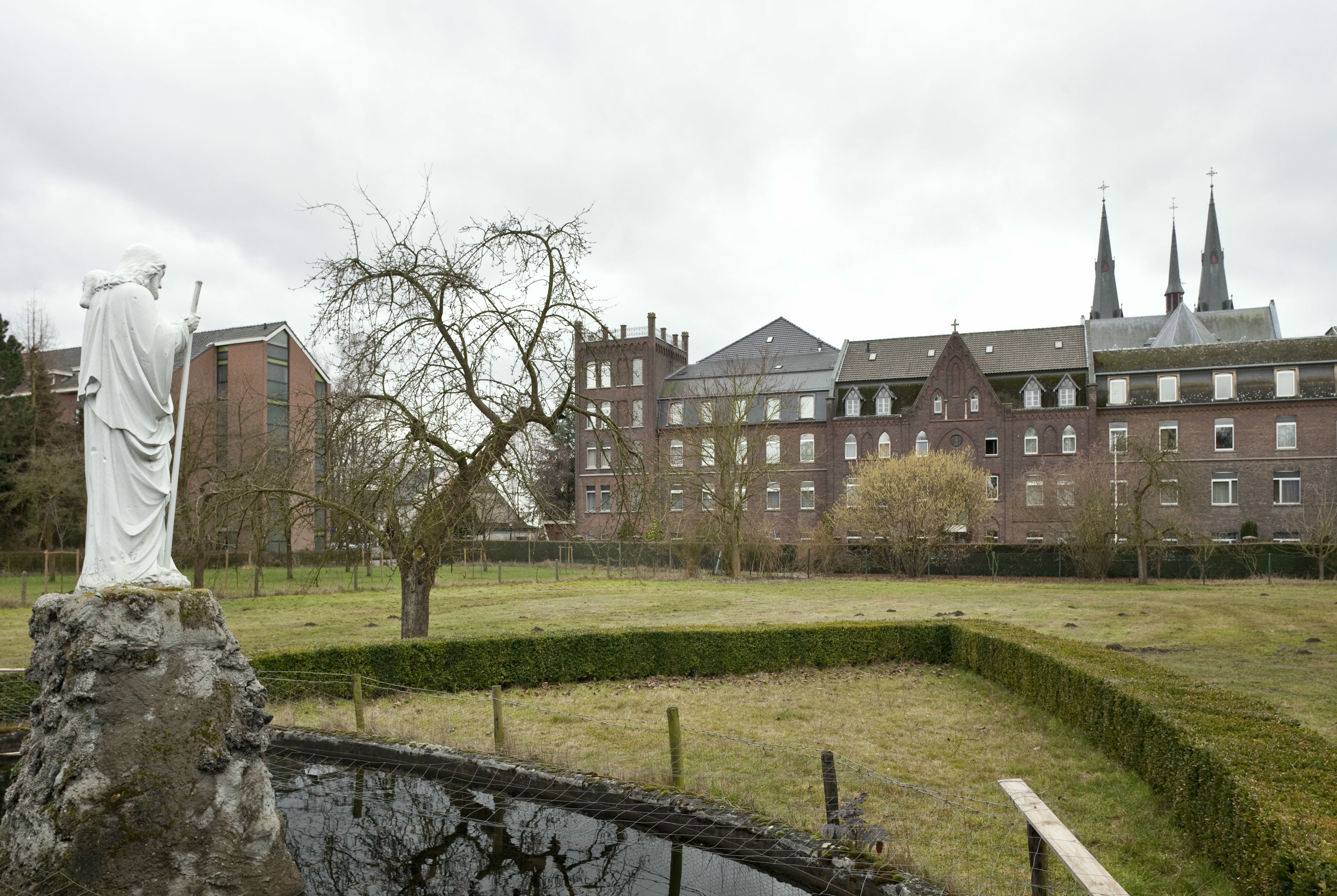
Zicht naar het Missiehuis